# Deutschkreutz
Deutschkreutz (Hongaars: Sopronkeresztúr) is een gemeente in de Oostenrijkse deelstaat Burgenland, gelegen in het district Oberpullendorf (OP). De gemeente heeft ongeveer 3200 inwoners.

## Geografie
Deutschkreutz heeft een oppervlakte van 34,1 km². Het ligt in het uiterste oosten van het land.

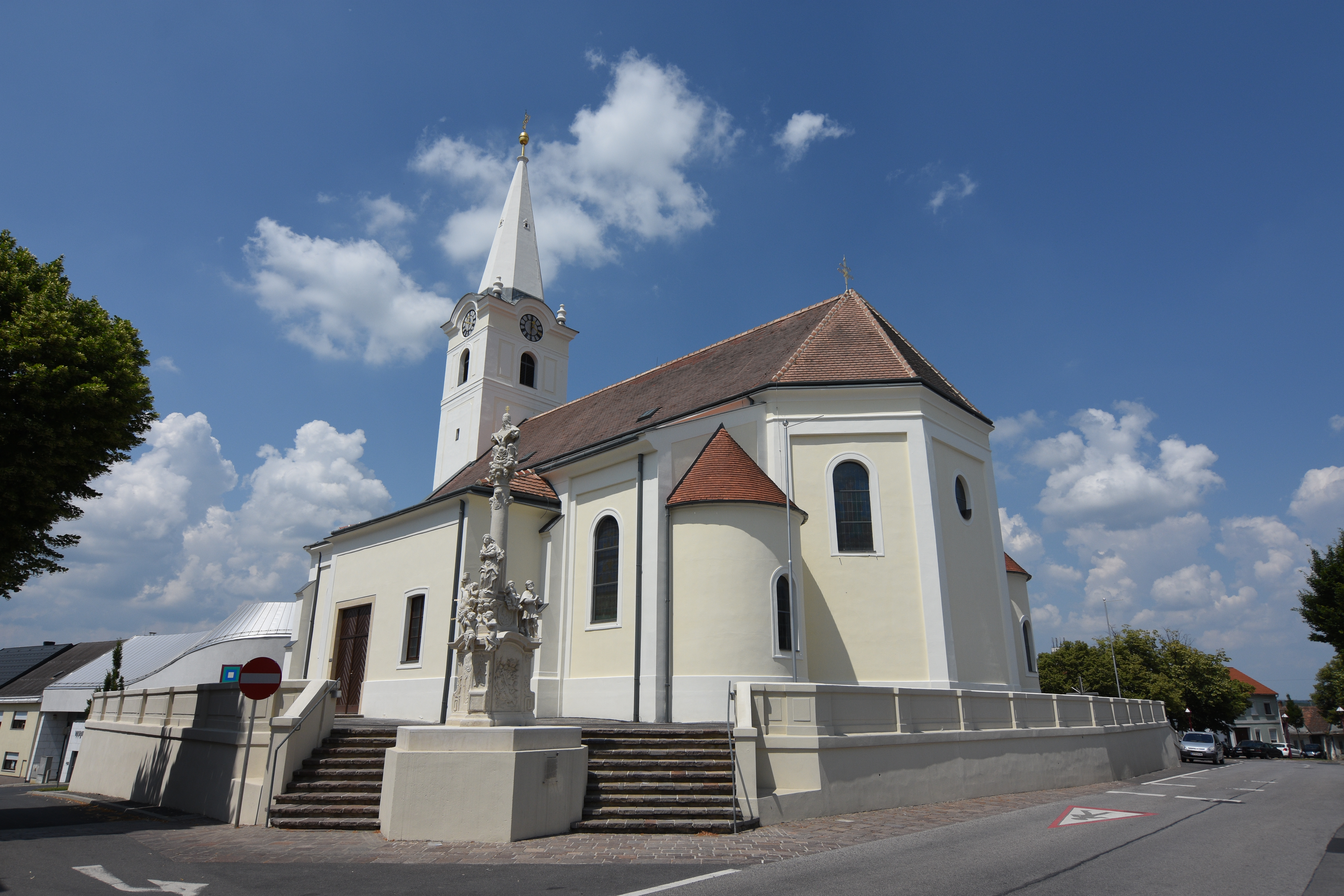
Kerkgebouw

Kadastrale gemeenten zijn Deutschkreutz en Girm.
Deutschkreutz · Draßmarkt · Frankenau-Unterpullendorf · Großwarasdorf · Horitschon · Kaisersdorf · Kobersdorf · Lackenbach · Lackendorf · Lockenhaus · Lutzmannsburg · Mannersdorf an der Rabnitz · Markt Sankt Martin · Neckenmarkt · Neutal · Nikitsch · Oberloisdorf · Oberpullendorf · Pilgersdorf · Piringsdorf · Raiding · Ritzing · Steinberg-Dörfl · Stoob · Unterfrauenhaid · Unterrabnitz-Schwendgraben · Weingraben · Weppersdorf
- Gemeinsame Normdatei: 4380364-7
- Library of Congress Control Number: n95105466
- Nationale Bibliotheek van Israël: 987007533362005171
- Virtual International Authority File: 159607277
- WorldCat: E39PBJfh7WmxR8C9G9VB6K9Yyd